# William White
William Clarence White (Rochester, Nova Iorque 29 de agosto de 1854 — Battle Creek, Michigan, 1 de setembro de 1937). Administrador e assistente editorial de sua mãe, Ellen G. White. O terceiro filho da família, mais conhecido como W. C. (e para os íntimos, Willie). Seu pai James Springer White era editor da Review and Herald (Revista e Arauto) e o Youth’s Instructor (Instrutor dos Jovens), e cresceu em Battle Creek e Greenville, Michigan, indo a escolas públicas e por algum tempo em uma escola dirigida por G. H. Bell em Battle Creek. Educado em um lar que era o centro do crescimento da obra da Igreja Adventista do Sétimo Dia, ele ouvia com crescente interesse e compreensão as conversas a respeito dos planos e métodos de trabalho para o avanço da jovem igreja. Foi batizado em Greenville, Michigan, com a idade de 12 anos.

## Primeiros anos

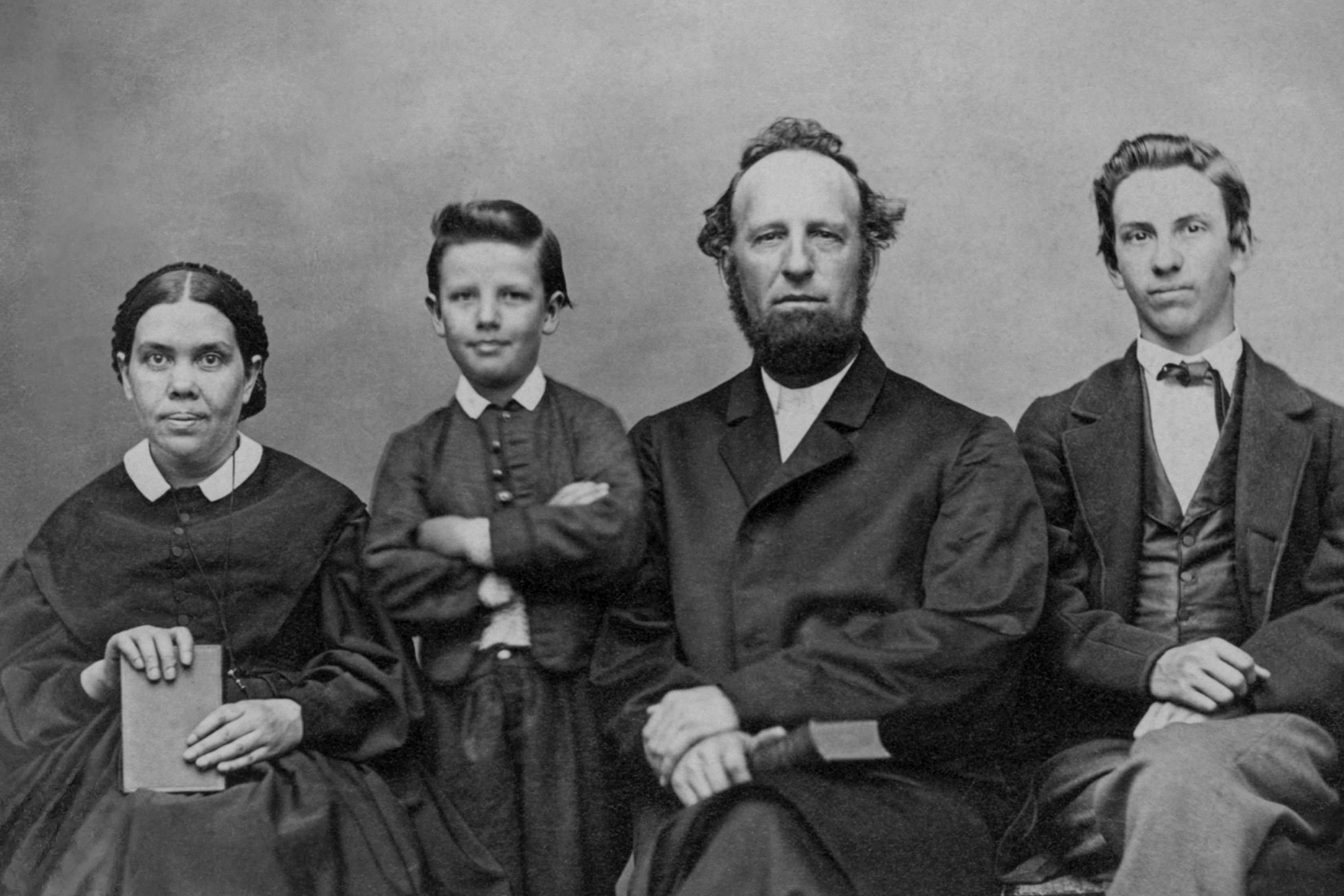
Retrato da família de James e Ellen White

White nasceu em Rochester, Nova York, em 29 de agosto de 1854, e faleceu em Battle Creek, Michigan, na manhã de 1º de setembro de 1937. Ele foi o terceiro filho de James e Ellen White, sendo mais conhecido como WC e carinhosamente chamado de "Willie" por sua mãe.
William cresceu em Battle Creek e Greenville, Michigan. Frequentou escolas públicas e, por três anos, uma escola particular conduzida por GH Bell em Battle Creek. Ele cresceu em um lar que era o centro do crescimento da Igreja Adventista do Sétimo Dia. Participava de discussões sobre o avanço da igreja com crescente interesse e compreensão. Foi batizado em Greenville, Michigan, aos 14 anos, diretamente por seu pai James.

## Auxiliar de seu pai

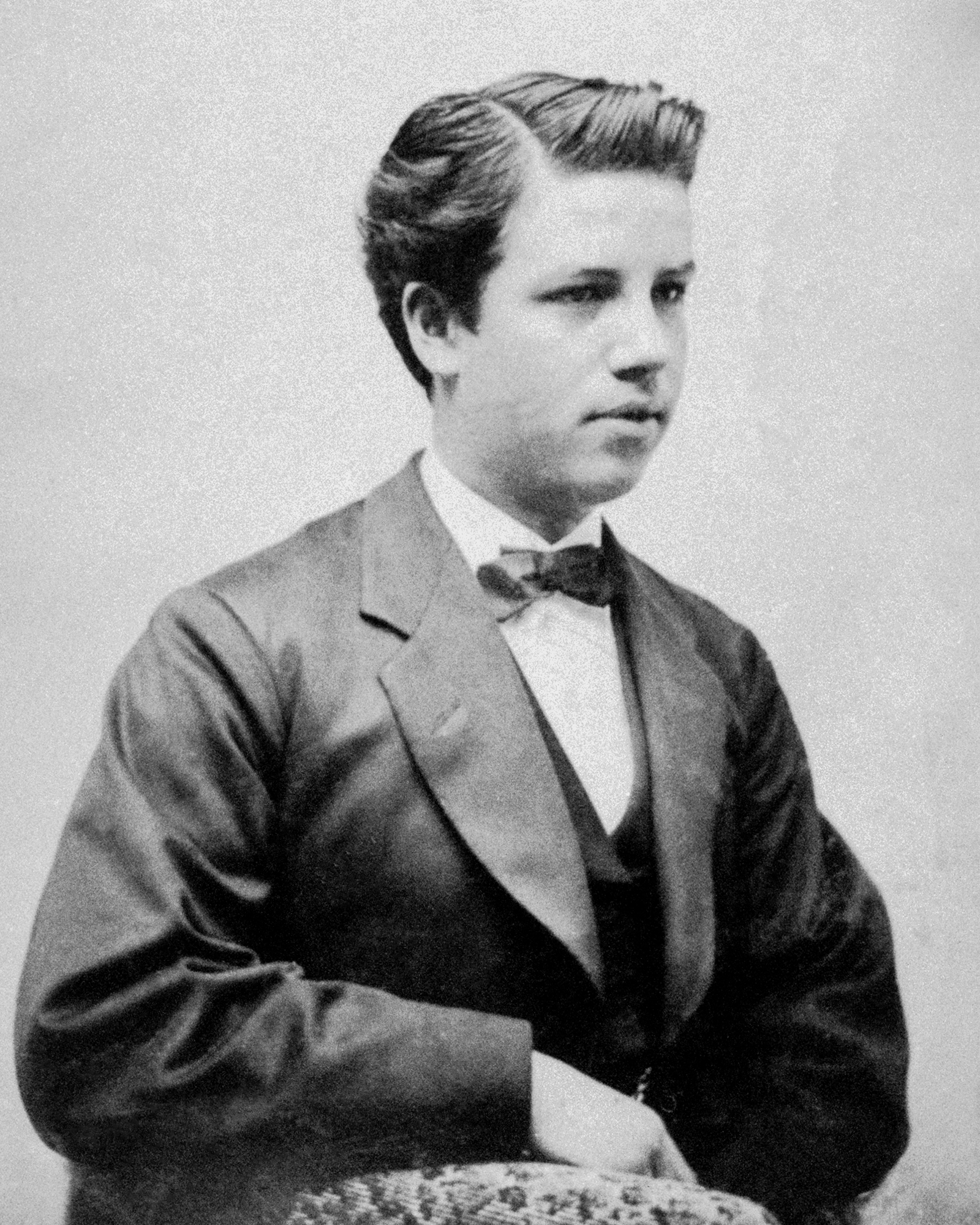
Retrato de William C. White aos 14 anos

Sua primeira recomendação para trabalhos denominacionais ocorreu quando ele tinha apenas 20 anos em Oakland, Califórnia, onde seu pai começara a publicar a revista Signs of the Times. A tarefa de William era transportar com uma carroça papel, tipos de impressão, folhas impressas e o produto final, pois a impressão era feita a várias quadras de distância do escritório. Sua habilidade foi complementada por outras atividades no escritório, proporcionando uma formação completa no campo das publicações.
Ele colaborou com seu pai na fundação da editora Pacific Press Publishing Association. Aos 21 anos, aceitou relutantemente o convite para ser presidente do comitê responsável pelo projeto e, ao final de um ano, apresentou um saldo de lucro de $2000 dólares americanos.                                                   

## William e Mary White

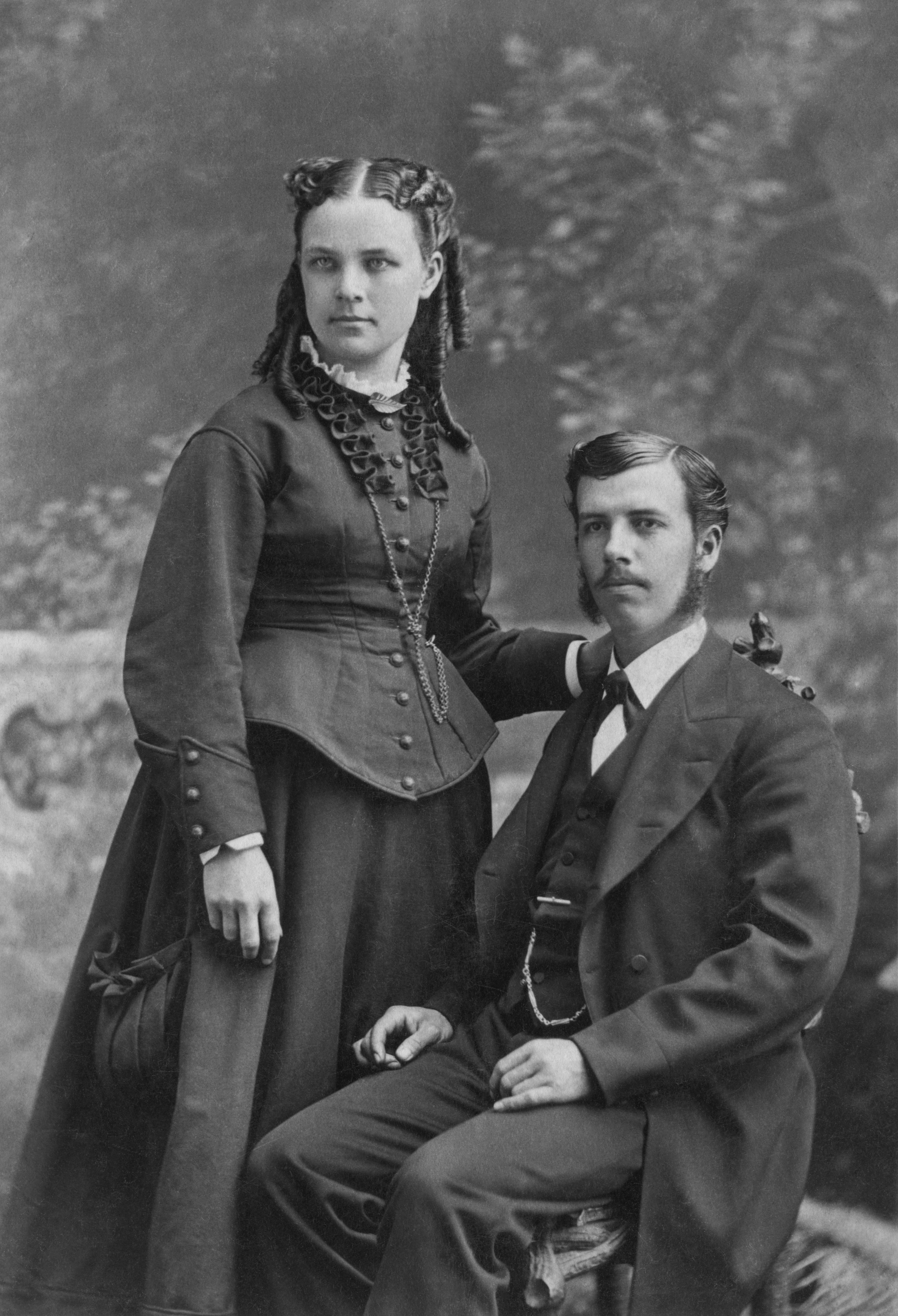
William e Mary White

Ele se casou com Mary Kelsey em 11 de fevereiro de 1876.
Os líderes decidiram que William e Mary White deveriam estudar alemão e francês no Battle Creek College para ir à Europa ajudar John N. Andrews na fundação do terceiro editor denominacional. No entanto, devido à escassez de líderes com habilidades administrativas, William foi designado como membro estudante do comitê escolar e foi chamado para o escritório editorial em Battle Creek como diretor adjunto e também diretor do Western Health Reform Institute (Instituto Ocidental de Reforma da Saúde).

## Diversidade de tarefas de liderança
Ele permaneceu em Battle Creek até 1880, dedicando seu tempo aos interesses de publicação, educação e saúde, e participando ativamente no desenvolvimento do trabalho da Sabbath School. De então até o verão de 1885, ele esteve envolvido em atividades na costa do Pacífico, especialmente na área de publicação. O estabelecimento do Healdsburg College, a segunda instituição educacional adventista, na primavera de 1882, foi um dos pontos altos de seu trabalho. Durante parte desse tempo, também atuou como diretor das Escolas Sabatinas da Conferência Geral. Ele foi ordenado ao ministério pela Conferência Geral em 1883 e foi escolhido como membro do Comitê da Conferência Geral, posição que ocupou a maior parte de sua vida.
Em 1883, foi chamado para a Europa para estabelecer editoras na Suíça e Noruega e aconselhar e auxiliar em todas as áreas de trabalho na Europa. Sua mãe, Ellen G. White, também foi convidada a passar algum tempo visitando os países da Europa e chegou à Suíça em setembro de 1885, a tempo de participar do Conselho Missionário Europeu, passando dois anos cumprindo a missão para a qual foram chamados.                                                  

## Auxiliar de sua mãe; morte do pai e da esposa
Após a morte de seu pai em agosto de 1881, certas responsabilidades para auxiliar sua mãe em suas viagens e na publicação de seus livros recaíram sobre seus ombros. Em 1888, quando Ole A. Olsen foi eleito presidente da Conferência Geral, White atuou como presidente até o retorno de Olsen da Europa, seis meses depois. Sua esposa, Mary White, contraiu tuberculose enquanto servia em suas atividades editoriais na Suíça e faleceu em 1890, aos 33 anos.
Durante a década de 1890, até o final da vida de sua mãe em 1915, ele se destacou especialmente como ministro influente na Igreja Adventista do Sétimo Dia.

## Austrália
White e sua mãe, Ellen G. White, foram chamados para a Austrália em 1891. Deixando suas duas filhas em Battle Creek, ele atravessou o Pacífico com sua mãe no final daquele ano. Uma vez lá, White dividiu seu tempo entre ajudar sua mãe e estabelecer o trabalho no novo país. Em 1894, foi nomeado para liderar a União Australiana. Exerceu essa responsabilidade até 1897, quando, para fazer justiça ao trabalho literário de sua mãe, pediu para ser liberado das responsabilidades executivas e não ser reeleito para o Comitê da Conferência Geral. Enquanto isso, White liderou a busca por uma propriedade rural para uma escola na Austrália. A propriedade em Cooranbong foi escolhida em 1894 e, até deixar o país, ele esteve intimamente ligado aos interesses da escola.             

## Casamento com Ethel May Lacey; retorno aos Estados Unidos
Em 1895, White casou-se com Ethel May Lacey, da Tasmânia. Em setembro de 1900, quando Ellen G. White retornou aos Estados Unidos e adquiriu Elmshaven perto de Sanitarium St. Helena, ele também retornou e passou a residir nas proximidades.

## Últimos anos de sua mãe e patrimônio
Junto com sua mãe, White participou da Conferência Geral realizada em abril de 1901 em Battle Creek e foi o secretário do comitê de reorganização da Conferência Geral. White dedicou a maior parte de seu tempo e habilidades ajudando sua mãe em suas viagens e publicações. Ele, juntamente com outros 4 homens, ficou encarregado do patrimônio de sua mãe após sua morte em 1915, e ele atuou como secretário/diretor do Ellen G. White Estate até sua própria morte em 1937.
Como secretário do Comitê, ele foi responsável pela publicação de várias obras póstumas compiladas de acordo com as disposições do testamento da Sra. White, e pela elaboração de um índice das obras publicadas na época (1926).
Embora White tenha vivido e trabalhado na Califórnia até sua morte em 1937, ele participou do estabelecimento de planos para a transferência dos escritórios do White Estate para Washington, DC, o que ocorreu logo após sua morte.

## Últimos anos

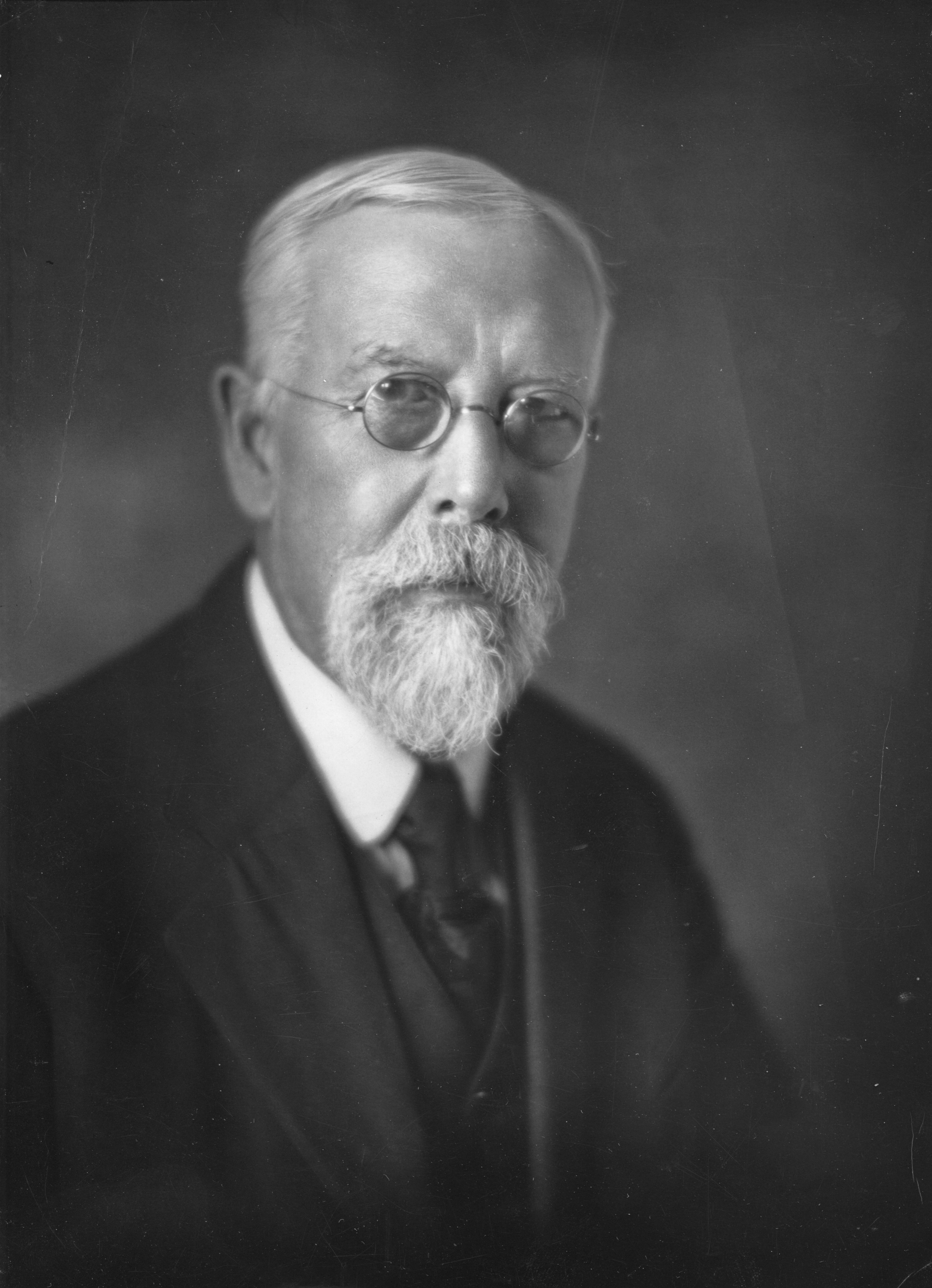
Retrato de William C. White aos 66 anos.

Não houve ramo do trabalho que White não se interessasse. Seu conselho era frequentemente buscado. Ele trabalhou ativamente até sua morte aos 83 anos. Na época, além de ser secretário dos Fideicomissários dos Escritos de Ellen G. White e membro do Comitê da Conferência Geral, ele atuava nos Comitês do Sanitarium St. Helena e do Pacific Union College.
White teve quatro filhos e três filhas. Um dos filhos, Arthur L. White, sucedeu seu pai como secretário do White Estate.          

### Causa da morte
Três dias após seu 83º aniversário, em 31 de agosto, White se aposentou mais cedo devido a um dia longo e ocupado no trabalho. Mais tarde, na noite de 31 de agosto para 1º de setembro, ele reclamou sobre falta de ar, que foi causada por uma embolia cardíaca. White faleceu devido a isso na manhã de 1º de setembro de 1937. Os funerais foram realizados na Califórnia e no Battle Creek Tabernacle em Michigan em 9 de setembro de 1937. Ele foi sepultado com sua família no Oak Hill Cemetery, em Battle Creek, Michigan.

## Biografia
A biografia definitiva de W. C. White é uma tese de doutorado de Jerry Moon, presidente do Departamento de História da Igreja do Seminary Teológico Adventista do Sétimo Dia. Sua dissertação foi publicada como: W. C. White e Ellen G. White: A Relação Entre a Profetisa e Seu Filho (Berrien Springs, MI: Andrews University Press, 1993) (página do editor)     

## Publicações
Nos anos seguintes à morte de sua mãe em 1915, W. C. White escreveu uma série de artigos revisando a vida de sua mãe. Esses artigos foram publicados no periódico oficial da Igreja Adventista do Sétimo Dia, o Review and Herald.